# 春節

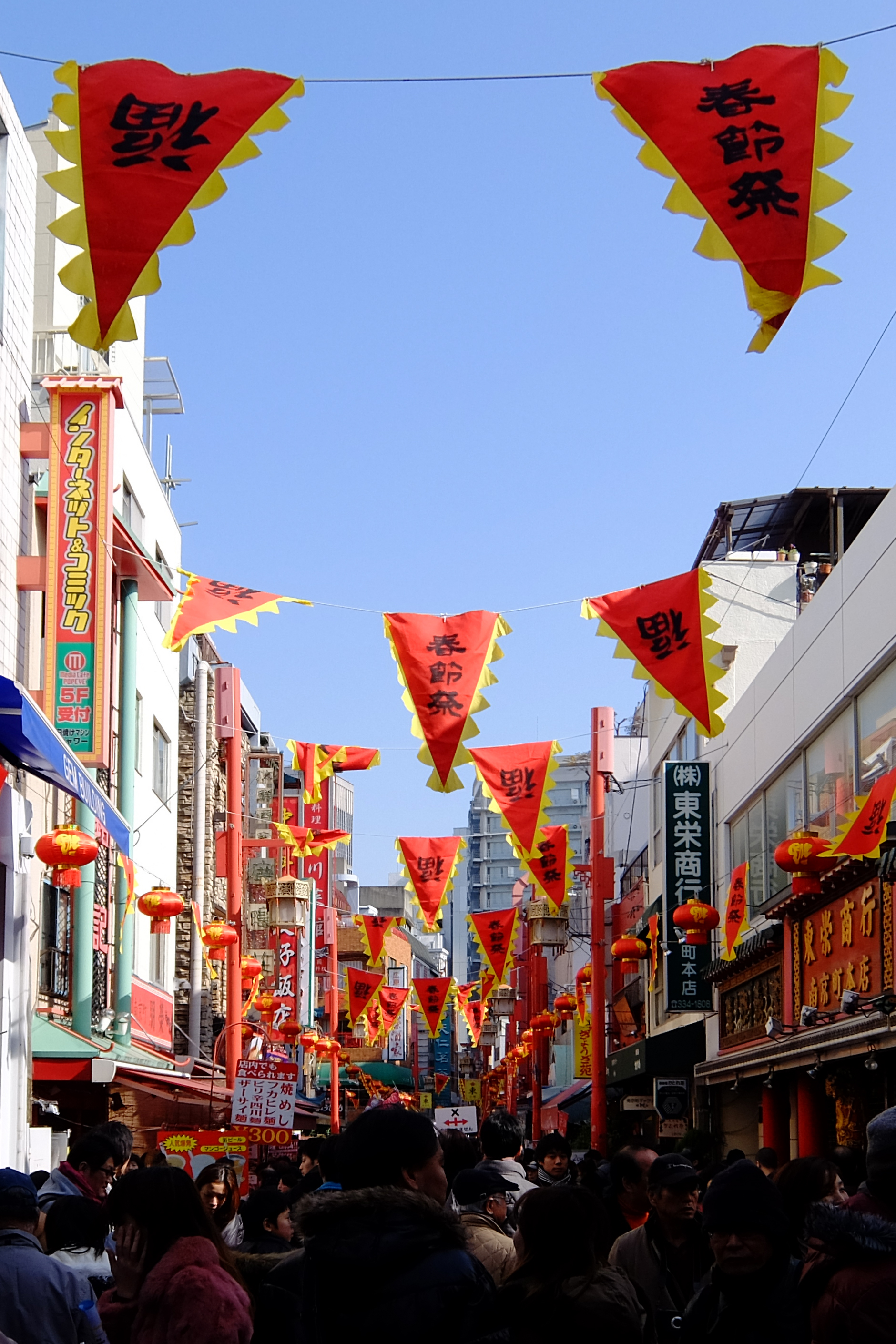
春節の風景（神戸南京町）

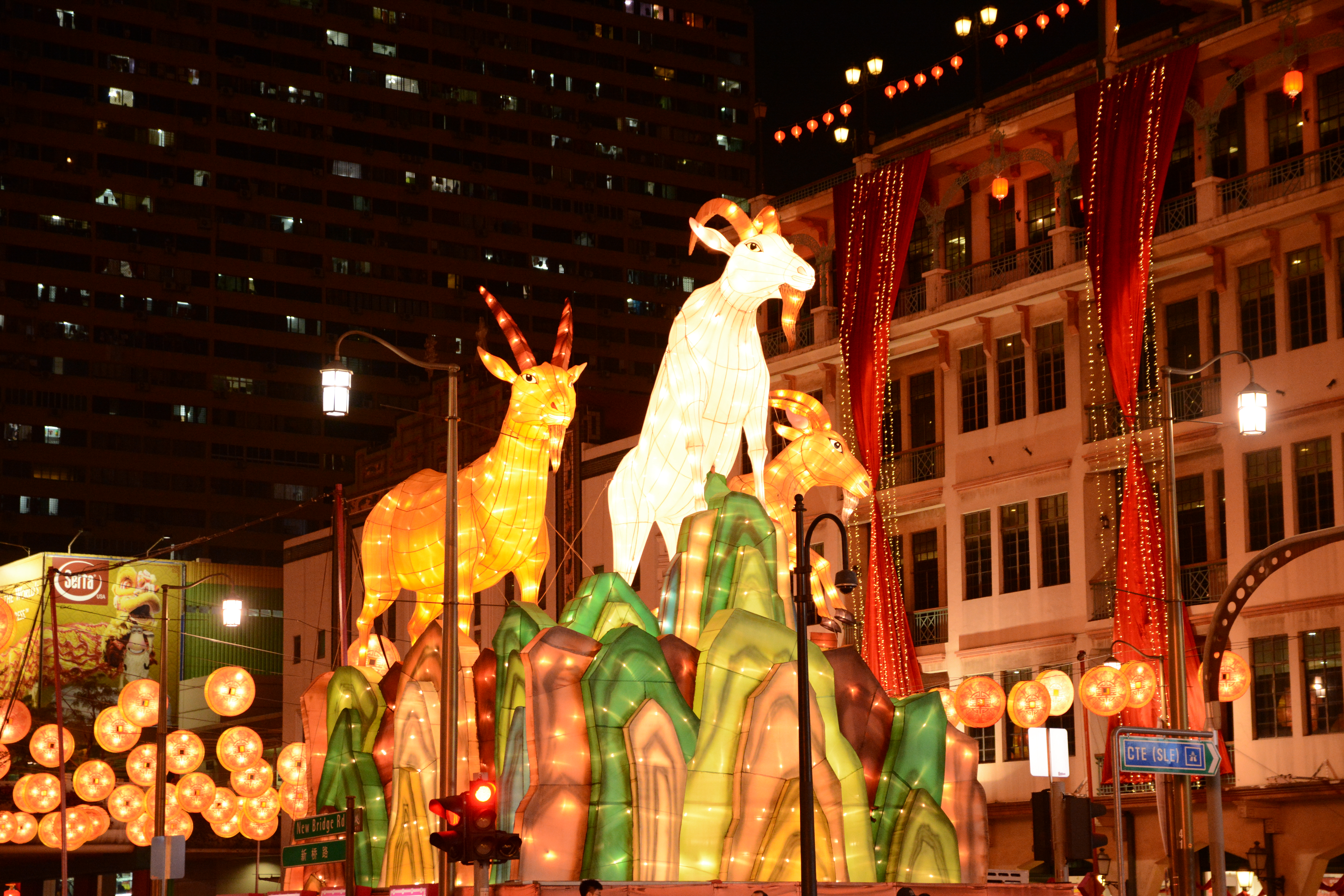
春節の風景（シンガポール）

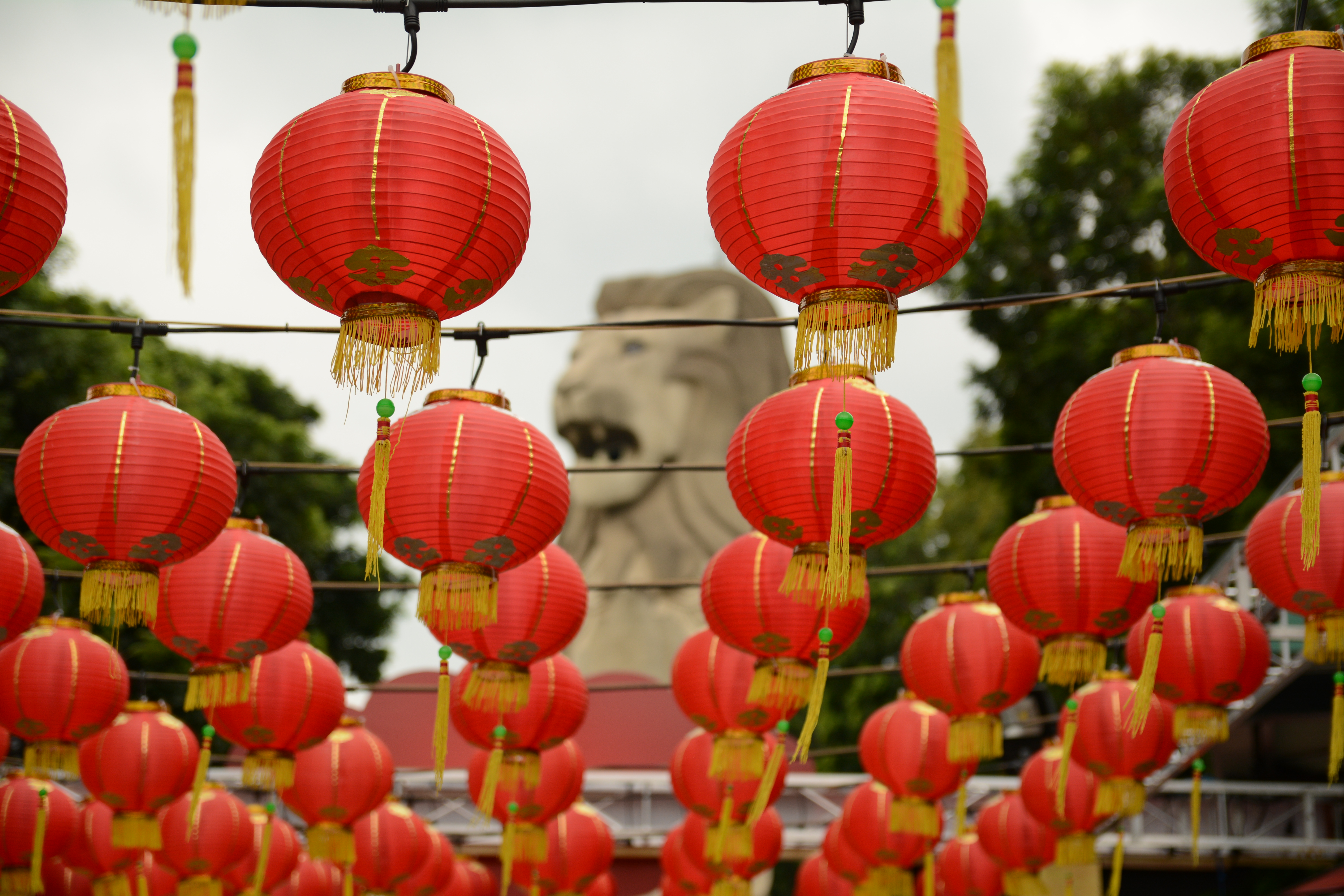
春節の風景（シンガポール）

春節（しゅんせつ、簡体字: 春节; 繁体字: 春節; 拼音: Chūnjié〈チュエンジェー〉; 注音: ㄔㄨㄣㄐㄧㄝˊ）とは、中国・中華圏における旧暦（時憲暦）の正月（旧正月）である。中華圏で最も重要とされる祝祭日であり、新暦の正月に比べ盛大に祝賀され、中国やシンガポールなど12か国・地域では数日間の祝日が設定されている。
この項目では主に中華圏での旧正月としての春節を取り上げ、その他の地域での旧正月については旧正月の項目を参照。

## 表現
春節は中国では過年とも表現され混同されているが、民間での習慣では過年は旧暦12月23日の祭竈（一部地方では旧暦12月8日の臘祭〈ろうさい〉）から旧暦正月15日の元宵節までの期間を示すものである。
春節は正月初一を示す言葉であり、古代においては元旦と称されていた。元とは頭（＝始まり）の意味であり、旦とは朝（＝始まり）を意味することから、元旦は一年の最初の日、すなわち正月を示す言葉となった。
また春節は年、月、日の始まりであることから「三元」とも、それぞれの最初の朝であることから「三朝」とも称されることがある。

## 由来
古代中国では年末年初に臘祭を行い先祖や衆神への祭祀が行われ、合わせて豊作を祈念することが一般的に行われていた。
『書経』には舜が正月に臣下を率いて天を祭祀したことを記す。伝説では正月がいつであるかは王朝によって異なり、夏代は夏暦の元月を正月としていたが、殷代になると夏暦の十二月を正月とされ、周代になると十一月を正月としたという。秦代になり十月を瑞月（始皇帝の名の政と同音の「正」を避諱して「瑞」に改めた）とした。前漢の武帝の代に行われた太初改暦の際に夏暦の元月を正月に定められ、それは清滅亡まで続いた。
清滅亡後に成立した中華民国では暦法に西洋諸国と同じグレゴリオ暦が採用され、1912年1月1日を民国元年1月1日とする暦法が採用された。その後の国共内戦を経て中華人民共和国が成立する直前の1949年9月27日、中国人民政治協商会議第一次全体会議において、新中国成立の際にはグレゴリオ暦を採用することが決定され、新暦の1月1日を元旦、旧暦の正月初一を春節とすることが決定され現在に至っている。

## 伝承
春節の来歴に関しては、万年という人物の伝承が民間に伝わっている。
勤労かつ善良な少年であった万年は、生活の中で樹木の陰影が時期により移動することや水滴の滴る様を見て、時間に対する規律性を発見した。当時の民衆は時間に対する規律性を知らなかったために、農業などで大きな不便を感じていた。万年はこれらの事象から四季を区別し、草暦を編み出した。草暦を知った天子はこれを賞賛し春を一年の最初とし、春節と名付けることを命じた。
その後、万年は不完全であった草暦を完全なものとするため研究を続け、老人になり更に正確な暦を作成。その功労として天子により、それは万年暦と命名され、万年は寿星に封じられた。人々は春節を迎えることを過年と表現し、家々では寿星図を準備して万年の功績を偲んだとされる。

## 習慣
伝統的には、春節に先立つ行事として旧暦12月24日（23日とも）に大掃除をして、竈の神を祭る（祭竈）。
春節の前日を除夕と呼び、特別な食事を食べる。一般に鶏（「吉」と同音）や魚（「余」と同音で、「年年有余」を意味する）を食べるとされるが、中国大陸は広大なため、地方により正月料理も大きく異なる。例えば香港ではエビが活力の象徴として食べる。北方では餃子を食べることが知られており、南方では一年が甘くなるようにとの願いを込めて糖蓮子や湯円を食べる習慣がある。日本で餅を食べるように、東アジアの大体の地域では年糕という餅を食べる。ほか、春巻や湯円なども食す。
家の入り口には春聯や年画などを貼り、また窓などに剪紙（切り絵）を貼る。厄除けあるいは神を迎えるため、爆竹を盛大に鳴らし、花火打ち上げる。これは中華圏の春節の特徴である。香港などの南部では金運にいいとされるキンカンの鉢植えまたは満開の花の木の鉢植えを家に置く習慣がある。芸能としては獅子舞が踊られる。
春節での習慣としては、起床後に年配者に対して長寿を祝う言葉を述べ、その後、近隣住民や知人と春節を祝う言葉を述べ合うものがある（拝年）。子供には赤い袋（お年玉袋、紅包）にはいった圧歳銭（お年玉）を渡す。
家庭では春節用の衣装を用意し、新年の華やかさを演出するだけでなく、新年に幸運をもたらす意味を持たせている。
春節では家族の団欒が重んじられるため、春節前後は帰省者によって交通量が極端に増える。これを春運と呼ぶ。一方、春節の休暇期間を利用して観光旅行をする人々も多い。日本でも2010年代頃から中国人を中心に同時期の訪日観光客が増え、爆買いからインバウンド消費に貢献した。2月単月で1百万人を超え、航空券やホテル代などの高騰が見られた。スカイスキャナージャパン株式会社の調査によれば、人気急上昇の旅行先は1位は熊本県、2位は愛媛県、3位は香川県、4位は宮城県、5位は宮崎県という（2019年の春節期間）。
上記の拝年は近年、相手を直接訪ねるのでなく電話やインターネット（電子メールや微博など）で代用する人も多い。さらに企業が拝年と称してネット広告を配信したり、中国共産党の中央・地方指導者がテレビで挨拶を放映したりするようになっている。
その他の習慣に関しては関連項目も参照のこと。
中国の春節は、2024年にユネスコの無形文化遺産として登録された。

## 法律
正月前後が国民の休日となる国は、現在12か国・地域ある。
- 中華人民共和国（香港、マカオも含めて）
中国では春節は国定祝日とされ、2008年1月に施行された新しい『労働契約法（労動合同法）』では春節から3日間を祝日と定めた。2015年からは除夕から始まる7日間を祝日としている。
一般に企業は春節の前後7日を長期休暇としており、その前後は都市部から地方に帰省する人々で、中国の公共機関は大混雑となる（春運）。
- 中華民国（台湾）
『紀念日及節日實施辦法』では、除夕から旧正月3日までを祝日と定めた。
- 大韓民国
- 朝鮮民主主義人民共和国
- ベトナム
- シンガポール
- マレーシア
- インドネシア
- ブルネイ
- モンゴル

## 日付
春節は太陰太陽暦に基づく祝日であるため、太陽暦 （グレゴリオ暦）では毎年日付が異なるものとなる。中国・日本・ベトナムともに太陰太陽暦は朔を含む日を月の初日とする流儀に基づいているが、時差により朔日が1日ずれることがあるため、日本 （UTC+9） やベトナム （UTC+7） の旧正月は年によって中国 （UTC+8）と日付が異なることがある。なお、日本およびベトナム以外の国・地域では、太陰太陽暦の日付を中国に従っており、中華人民共和国の法令において、中国科学院紫金山天文台が編暦の責任を負っている。
中国標準時 （UTC+8） による春節の日付は以下のとおりである。
- 2021年2月12日
- 2022年2月1日
- 2023年1月22日
- 2024年2月10日
- 2025年1月29日
- 2026年2月17日
- 2027年2月6日[注 1]
- 2028年1月26日[注 2]
- 2029年2月13日
- 2030年2月3日[注 3]
- 2031年1月23日
- 2032年2月11日
- 2033年1月31日
- 2034年2月19日[注 4]
- 2035年2月8日
- 2036年1月28日
- 2037年2月15日
- 2038年2月4日
- 2039年1月24日
- 2040年2月12日
- 2041年2月1日
- 2042年1月22日
- 2043年2月10日
- 2044年1月30日
- 2045年2月17日
- 2046年2月6日
- 2047年1月26日
- 2048年2月14日
- 2049年2月2日
- 2050年1月23日